# 宁汉战争
宁汉战争是南京國民政府及武汉国民政府之间在1927年10月至11月爆发的內戰。由于南京和武漢兩城簡稱分別為「寧」及「漢」，故被史学界称为“宁汉战争”。亦因为作战主力部队主要來自南京国民政府内部的新桂系李宗仁部及武汉国民政府内部的唐生智部，所以另稱“李唐之战”。

## 背景
在“清黨”和“宁汉分裂”之后，武汉国民政府的汪精卫，唐生智等势力，与南京国民政府的蒋介石，新桂系势力在政治，军事等多方面展开较量，以便争夺“正统”地位。
当时宁汉双方都在尽力争取在西北已经宣布投向北伐军阵营的原西北军冯玉祥。冯玉祥拥兵20多万，居中调停宁汉双方的分歧，并策动宁汉双方继续北伐。1927年5月，南京国民政府继续北伐，新桂系國民革命軍第七军北上攻入山东境内，驱逐張宗昌，孙传芳等北洋军阀。同时，武汉国民政府亦派兵北伐，攻入河南境内。
1927年7月，汉方派出唐生智、程潜、張發奎等部队，东进进攻宁方。新桂系迅速以与汉方作战为借口，调动部队回到南京附近，并联络驻军浙江的國民革命軍第二十六軍周凤岐部，形成对南京的包围。
随后，李宗仁与程潜部达成协议，相互不攻击，以借此向蒋介石施压。7月15日，汪精卫于武汉实施「和平分共」，驅逐共产党员和部分国民党内左派人士（未公開身份的傾共產黨者），共产党自此被迫在全国转入地下活动。宁汉双方的根本政治分歧消失，为宁汉合流打下了基础，但汉方仍然坚持要蒋介石下野 。
8月，奉系军阀张作霖支持张宗昌，孙传芳南下进攻南京。8月6日，蒋介石亲自指挥的徐州战役遭到失败，国民革命军第十军王天培部损失很重，丢失苏北交通枢纽，军事重镇徐州。宁方腹背受敌，形势危急。蒋介石原定以徐州作战的胜利来对汉方施压，但这一计划失败。此战导致王天培因战败而被枪决。
8月8日，新桂系首领李宗仁通电汉方，要求「整个善后」。蒋介石从徐州回到南京，命令新桂系二号人物白崇禧布署部队与汉方作战，但遭到白崇禧的公开抗命。蒋介石不得已通电下野。
因蒋介石主动下野，汉方暂时失去「讨伐」的目标。新桂系遂与何应钦布署部队，先迎战北方军阀。
8月底，经过孙军和宁方军队的反复争夺，新桂系和何应钦的第一军在龙潭发动全面反攻，击破南犯的孙传芳主力6万余人。孙传芳只带十余个卫兵北渡长江撤退，南京局势得以稳定。此后孙传芳逐渐淡出政坛。
9月11日，在新桂系的主导下，宁汉双方及多位国民党元老在上海开会，商谈双方联合。新桂系连同国民党内部的“西山会议派”，排斥了汉方的汪精卫，成立了一个由新桂系主导的“中国国民党中央特别委员会”，宁汉合流，但汪精卫被迫下野。汪精卫虽然下野，同时仍然联络汉方的唐生智、程潜，反对新桂系。同时还鼓动汉方的张发奎在广州另立中央，以对抗新桂系。此时因张发奎所部南下广东进攻共产党武装，以及程潜部移防湖南，汉方军队几乎尽控制于唐生智之手，加之蒋介石、汪精卫先后下野。宁汉双方的矛盾，已经由宁方蒋介石、汉方汪精卫之间的政治分歧演变成了控制宁方实权的新桂系与控制汉方实权的唐生智之间的政治分歧。

## 作战经过
1927年9月22日，唐生智以“武汉政治分会”的名义，宣布“护党”，公开反对新桂系主导的中央特别委员会。并命令国民革命军第三十六军刘兴部东进，在当涂与新桂系的第七军夏威部爆发了前哨战。新桂系随之以“中央”名义出兵西进，进攻唐生智。
新桂系政治、军事手段同时使用，动员了譚延闓、孙科等人前往武汉与唐生智会谈，但会谈失败。
10月18日，投向南京方面的程潜部国民革命军第六军首先向驻守宣城的第三十六军刘兴部发起进攻，宁汉战争正式爆发。
由于江西的国民革命军朱培德部已经投向宁方，唐生智为防止被宁方军队拦腰截断，主动退出安徽。李宗仁亲自到达安庆指挥前线作战，并宣布唐生智之“十大罪状”。唐生智继续撤退，相继放弃武穴、武汉，退入湖南。唐生智主动通电下野，以观望形势，但同时仍控制其部队在湖南继续对抗南京方面。
此时下野之蒋介石准备与唐生智联合，以打击势力越来越强的新桂系。1928年1月15日，新桂系、程潜等部队从武汉出发，攻入湖南，与唐生智部爆发连场激战。
当程潜部第六军攻占岳州后，叶开鑫部国民革命军第四十四军投向唐生智和蒋介石，并从背后突袭第六军，第六军遭受重创，陷入溃乱状态。白崇禧急电武汉，提出两个补救的策略：第一是全军回师攻击叶开鑫部，保卫武汉。第二是不顾叶开鑫，全军突破正面敌军防线，攻取唐生智的总部所在地长沙。
当时在武汉的宁方大员李烈钧、谭廷闿、何应钦等都主张使用第一方案，但新桂系首领李宗仁坚持使用第二方案。于是，白崇禧亲自督军南下，连破长沙、衡山、衡阳等湖南重镇。唐生智部大败。唐部李品仙，叶琪，刘兴，何键等人纷纷通电，表示拥护南京政府，愿意接受南京政府改编。唐生智早前已经下野，在唐军溃败后，被迫前往日本流亡。
宁汉战争以新桂系为主力的南京政府获得完全胜利而告终。

## 结果及影响
在宁汉战争中，最大的获益者是南京方面的新桂系。新桂系在宁汉分裂期间，成功运用政治、军事上的不利形势迫使蒋介石下台。进而通过政治手段组建了受新桂系控制的“中央特别委员会”，同时一并排斥了武汉方面的汪精卫。随后又以中央名义，出兵击败了武汉方面的唐生智，并收编了唐生智在湖南、湖北的部队。此后，湖北湖南成为新桂系的势力范围。新桂系可控制的兵力亦膨胀到约20万。
但是，蒋介石与唐生智、汪精卫等人迅速联合起来，对抗势力越来越大的新桂系。1927年底，蒋介石、汪精卫策动张发奎、黄琪翔于广州另立中央，企图将新桂系的势力驱逐出广东。因当时新桂系正部署与唐生智的作战，未与广州方面爆发冲突。随后虽然新桂系击败了唐生智，但蒋介石却得以借“广州张黄事变”，得以成功复出。
新桂系在宁汉战争中的获胜因素有：
第一：不停的拉拢各方势力，使大批国民党元老，如谭廷闿，孙科，胡汉民等人转而支持南京方面，政治上取得主动。
第二：军事实力占优，南京政府下属有李宗仁，程潜，何应钦等部约六个军，兵力约10万，并有海军和空军助战。同时还有广东李济深，四川杨森等部作为后援，西北军冯玉祥也表态支持南京方面。而唐生智部号称有六七个军的番号，兵力15万，但很多军并不愿受唐生智指挥，如程潜，鲁涤平，朱培德等部在开战前后都分别投向南京政府。唐生智能直接控制的部队不过三四个军。
第三：地缘有利，武汉方面控制的地区为湖北、湖南、江西全境，安徽一部、河南一部。战端一开，朱培德控制之江西、驻守鄂西之鲁涤平都投向南京，武汉四面受敌。而且南京方面控制江南富裕之地，在军费上也远比武汉方面充裕。
宁汉战争使“宁汉合流”的结果得以保证，使国民政府得以维持统一。1928年，国民政府内部蒋介石、新桂系、冯玉祥、阎锡山四大派别联合进行北伐，迅速击败奉系军阀张作霖，使南京国民政府形式上统一了全国。新桂系也在宁汉战争以及二次北伐中，势力迅速扩张至极盛。

## 相关人物
宁方：蒋介石，李宗仁，白崇禧，何应钦，程潜，夏威，朱培德，鲁涤平，胡汉民，譚延闓，孙科，李烈钧，李济深。
汉方：汪精卫，唐生智，刘兴，叶琪，李品仙，何键，叶开鑫。
其他：张作霖，孙传芳，张宗昌，张发奎，黄琪翔，王天培。